# Дундарлия
Дундарлия (Дунда) е река в Южна България – Област Стара Загора, общини Стара Загора и Раднево, десен приток на река Сазлийка, от басейна на Марица. Дължината ѝ е 27 km.
Река Дундарлия извира на 160 м н.в., на 1,7 km югоизточно от с. Бъдеще, община Стара Загора. До село Трънково тече на изток под името Колаксъза, а след това на югоизток в плитка долина с много малък надлъжен наклон през Горнотракийската низина с много меандри. Влива се отдясно в река Сазлийка от басейна на Марица на 100 m н.в., на 150 м югозападно от село Бели бряг, община Раднево.
Площта на водосборния басейн на Дундарлия е 66 km2, което представлява 2,0% от водосборния басейн на Сазлийка.
Речният режим на подхранване е с плувиален характер, което определя ясно изразен пролетен максимум на оттока – януари-май, а минимумът – юли-октомври. През лятно-есенните месеци пресъхва.
По течението на реката са разположени 5 села:
- Община Стара Загора – Стрелец;
- Община Раднево – Трънково, Тихомирово, Българене, Рисиманово.

Водите на реката се използват за напояване – язовир „Трънково“.

## Топографска карта
- Лист от карта K-35-64. Мащаб: 1 : 100 000.